# 해럴드 호텔링
해럴드 호텔링 (Harold Hotelling, /ˈhoʊtəlɪŋ/ ; 1895년 9월 29일 – 1973년 12월 26일)은 미국의 수학 통계학자이자 영향력 있는 경제 이론가였으며, 경제학 분야의 호텔링의 법칙으로도 잘 알려져 있다. 통계에서 호텔링의 T-제곱 분포로 사용된다. 그는 또한 금융, 통계 및 컴퓨터 과학에서 널리 사용되는 주성분 분석 방법을 개발하고 명명했다.
그는 1927년부터 1931년까지 스탠퍼드 대학교 에서 수학 부교수로 재직했고, 1931년부터 1946년까지 컬럼비아 대학교 교수로 재직했으며, 1946년부터 죽을 때까지 노스캐롤라이나 대학교 채플힐에서 수리통계학 교수로 재직했다. 채플힐의 한 거리에 그의 이름이 붙어 있다. 1972년에 그는 과학에 대한 공헌으로 노스캐롤라이나 상을 받았다.
호텔링은 다변량 설정에서 스튜던트 t-분포를 일반화한 호텔링의 T-제곱 분포 와 통계적 가설 검정 및 신뢰 영역에서의 사용으로 인해 통계학자에게 알려져 있다. 그는 또한 표준 상관 분석을 도입했다. 미국에서 호텔링은 통계 분야에서의 리더십, 특히 많은 대학에서 통계학과를 시작하도록 설득한 대학의 통계학과에 대한 비전으로 유명하다. 호텔링은 컬럼비아 대학교와 노스캐롤라이나 대학교에서 리더십을 발휘한 것으로 유명했다.
호텔링은 수리경제학의 성장에 중요한 위치를 차지한다. 활발한 연구의 여러 분야는 그의 경제학 논문의 영향을 받았다. 워싱턴 대학에 있는 동안 그는 유명한 수학자 에릭 템플 벨로부터 순수수학에서 수리경제학으로 전환하도록 격려받았다. 그 후 1940년대 컬럼비아 대학 (1933~34년 동안 밀턴 프리드먼에게 통계학을 가르쳤음)에서 호텔링은 젊은 케네스 애로에게 수학과 통계학을 보험 통계학에 적용하는 것에서 일반 경제 이론에 수학을 보다 일반적으로 적용하는 방향으로 전환하도록 격려했다. 호텔링은 경제학에서 호텔링의 법칙으로 알려졌다.

## 같이 보기
- 쿠르노 모형

1. ↑  Dodge, Y. (2008). The concise encyclopedia of statistics, Springer